# Karaağıl, Gemerek
Karaağıl là một xã thuộc huyện Gemerek, tỉnh Sivas, Thổ Nhĩ Kỳ. Dân số thời điểm năm 2011 là 58 người.